# Shigeru Kasahara

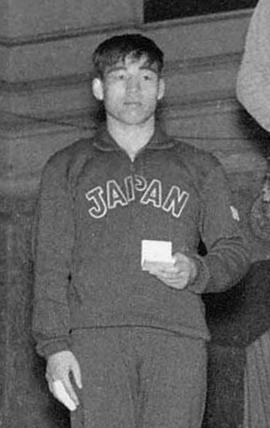
Shigeru Kasahara (1956)

Shigeru Kasahara (jap. 笠原 茂, Kasahara Shigeru; * 11. Juni 1933 in der Präfektur Niigata; † 1990) war ein japanischer Ringer und Silbermedaillengewinner bei den Olympischen Spielen 1956 in Melbourne im freien Stil im Leichtgewicht.

## Leben
In Shigeru Kasahara besaß Japan Mitte der 1950er Jahre neben Shōzō Sasahara einen zweiten Weltklasseringer in der Federgewichtsklasse im freien Stil. Kasahara besuchte die Meiji-Universität. Kasahara und Sasahara gingen sich bei Meisterschaften immer aus dem Wege und trainierten auch nicht zusammen.
1954, dem Jahr, in dem Sasahara in Tokio Weltmeister im Federgewicht wurde, wurde Kasahara bei den Asienspielen in Manila im Federgewicht eingesetzt. Er gewann dieses Turnier in überlegenem Stil.
Bei den Olympischen Spielen 1956 in Melbourne startete Shigeru Kasahara im Leichtgewicht. Er bewährte sich auch in dieser Gewichtsklasse und gewann mit vier Siegen, darunter einem über den sowjetischen Favoriten Alimbeg Bestajew die Silbermedaille.
Nach den Olympischen Spielen 1956 beendete Shigeru Kasahara, erst 23 Jahre alt, seine Ringerkarriere und wurde Trainer. Ein von ihm 1971 verfasstes Lehrbuch über die Trainingslehre im freien und im griechisch-römischen Stil gilt noch heute als Klassiker der Trainingslehre im Ringen.

## Internationale Erfolge
(OS = Olympische Spiele, F = Freistil, Fe = Federgewicht, Le = Leichtgewicht, damals bis 62 kg bzw. 67 kg Körpergewicht)
- 1954, 1. Platz, Asian Games in Manila, F, Fe, vor Napily Mansueto, Philippinen, Kim Yung-Jun, Korea, Mir Imandin, Pakistan u. M. Ms. Ameen, Ceylon;
- 1956, Silbermedaille, OS in Melbourne, F, Le, mit Siegen über David Schumacher, Australien, Juan Rolon, Argentinien, Mateo Tanaquin, Philippinen u. Alimbeg Bestajew, UdSSR u. Niederlagen gegen Jay Thomas Evans, USA u. Imam-Ali Habibi, Iran